# Ефремов, Александр Васильевич
Александр Васильевич Ефремов (бел. Аляксандр Васільевіч Яфрэмаў; род. 1 мая 1951, Горький) — советский и белорусский киноактёр, режиссёр театра и кино, сценарист. Народный артист Беларуси (2011).

## Биография

### Образование
- учился в Горьковском театральном училище
- в 1976 году окончил режиссёрский факультет ВГИКа, мастерская Александра Столпера

### Работа
- С 1976 года — режиссёр-постановщик киностудии «Беларусьфильм».
- С 1979 года — член Белорусского союза кинематографистов.
- В 1991 году назначен художественным руководителем Театра-студии киноактёра, где поставил 6 спектаклей.
- С декабря 2001 года по декабрь 2002 года — исполняющий обязанности председателя Белорусского союза кинематографистов.
- С 2003 года — председатель Национального фестиваля белорусских фильмов в Бресте.
- В 2005 — 2006 годах — генеральный директор Национальной киностудии «Беларусьфильм».
- С 2021 года — председатель Минского международного кинофестиваля «Лiстапад».
- Художественный руководитель Национальной киностудии «Беларусьфильм».
- Снял ряд документальных фильмов, видеофильмов, написал несколько сценариев.
- Профессор Белорусской государственной академии искусств.
- Телеведущий.

## Фильмография

### Актёр
- 1991 — «К берегу пятого океана» — машинист
- 1998 — «Перекрёсток» — Миша
- 1999 — «Каменская» — издатель
- 2001 — «Побег из Гулага» — Игорь, еврей
- 2001 — «Подари мне лунный свет» — Владимир
- 2004 — «Женщины в игре без правил» — гинеколог Тони
- 2006 — «Рифмуется с любовью» — Игорь Петрович
- 2009 — «Падающая звезда» — Романов
- 2010 — «Око за око» — белогвардейский доктор

### Режиссёр

#### Художественные фильмы и телесериалы
- 1977 — «В профиль и анфас»
- 1979 — «Родное дело»
- 1982 — «Давай поженимся»
- 1986 — «Экзамен на директора»
- 1990 — «Наш человек в Сан-Ремо»
- 2001 — «Поводырь»
- 2005 — «Дунечка»
- 2006 — «Рифмуется с любовью»
- 2009 — «Снайпер: Оружие возмездия»
- 2010 — «Покушение»
- 2011 — «Немец»
- 2011 — «Лучший друг семьи»
- 2013 — «Процесс»
- 2013 — «Она не могла иначе»
- 2014 — «Все сокровища мира»
- 2015 — «Верни меня»
- 2015 — «Самое главное»
- 2020 — «Танкист»
- 2023 — «Лист ожидания»[1]

#### Документальные фильмы
- 1985 — «Как снимался фильм "Иди и смотри"»

### Сценарист
- 2001 — «Поводырь»

## Театр
- Театр-студия киноактёра Республиканского унитарного предприятия «Национальная киностудия „Беларусьфильм“» (город Минск, с 1980 года)

### Спектакли
- «Миленький ты мой» (совместно с Владимиром Гостюхиным)
- «Айседора. Танец любви»
- «Таланты и поклонники»
- «Филумена Мартурано»
- «Пигмалион»
- «Очень простая история»
- «Таланты и поклонники»
- «Безымянная звезда»
- «Легкой жизни никто не обещал»

## Призы, награды и звания
- Народный артист Беларуси (2011)[2].
- Заслуженный деятель искусств Беларуси (1999)[3]
- Специальная премия Президента Республики Беларусь деятелям культуры и искусства (2011)[4].
- Почётная грамота Совета Министров Республики Беларусь (2001)[5]
- Премия Союзного государства в области литературы и искусства (2020)[6].
- Приз «Лучшая режиссёрская работа» режиссёру Александру Ефремову (фильм «Рифмуется с любовью») на международном кинофестивале «Бригантина» в Бердянске в 2007 году.
- Приз «За открытие молодых талантов» режиссёру Александру Ефремову (фильм «Дунечка»)на международном кинофестивале «Бригантина» в Бердянске в 2004 году.
- Приз «За лучшую режиссуру» на Всесоюзном кинофестивале «Молодость-77» (за фильм «Большая любовь Чередниченко Н. П.»).
- Картина «Родное дело» названа лучшей на современную тему на Всесоюзном параде молодых кинематографистов.
- Приз «За лучшую режиссуру» на Республиканском театральном фестивале «Маладзечанская сакавіца-96» (спектакль «Таланты и поклонники»).
- Диплом Белорусского Союза Театральных Деятелей «За личный вклад в развитие театрального искусства Беларуси и талантливое художественное руководство театром» (2000 год).
- Специальный приз Парламентского собрания Союза Беларуси и России «За верность нравственным идеалам в киноискусстве».
- Диплом VIII Международного кинофестиваля стран содружества независимых государств и Балтии «Лістапад-2001» «За верность нравственным идеалам в киноискусстве».
- Специальный диплом зрительского жюри «Серебро Лістапада» за фильм «Поводырь» (2001 год).
- Диплом о присуждении специальной премии Президента Республики Беларусь в отрасли кино и телевидения (2001 год).
- Почётный знак Министерства культуры Республики Беларусь «За значительный личный вклад в развитие белорусской культуры» (2001 год).
- Диплом — «Специальный приз» Председателя горисполкома Н. П. Гордиевича обладателю приза «Хрустальный аист» «За лучший художественный фильм» — «Поводырь» (город Брест, 2003 год).
- Диплом — Приз «Хрустальный аист» «За лучший художественный фильм» — «Поводырь» (г. Брест, 2003 год).
- Диплом Лауреата премии Федерации профсоюза Беларуси «За лучший художественный фильм» — «Поводырь» (Минск, 2003 год).
- Приз «Феникс» на МКФ «Новое кино. XXI век» (за фильм «Дунечка»).
- Лауреат Национальной премии «Телевершина».
- Приз Президента Республики Беларусь «За гуманизм и духовность в кино».